# تنها عشق من (مجموعه تلویزیونی)
تنها عشق من (انگلیسی: My Only One; کره‌ای: 하나뿐인 내편) یک مجموعهٔ تلویزیونی کره جنوبی سال ۲۰۱۸ با بازی چوی سو جونگ، یوئی، لی جانگ وو، نا هه می و پارک سونگ هون است. این مجموعه از ۱۵ سپتامبر ۲۰۱۸ تا ۱۷ مارس ۲۰۱۹، روزهای شنبه و یکشنبه ساعت ۱۹:۵۵ تا ۲۱:۱۵ (کی‌اس‌تی) از کی‌بی‌اس۲ پخش شد.